# Landtjärnen (Norsjö socken, Västerbotten)
Landtjärnen är en sjö i Norsjö kommun i Västerbotten och ingår i Rickleåns huvudavrinningsområde.